# Amurske
Amúrske (en ucraïnès: Амурське, rus: Амурское, Amúrskoie) és un poble de la República Autònoma de Crimea a Ucraïna, que el 2014 tenia 2.687 habitants. Pertany al districte de Krasnogvardiske.